# Adaptiv optik för teleskop

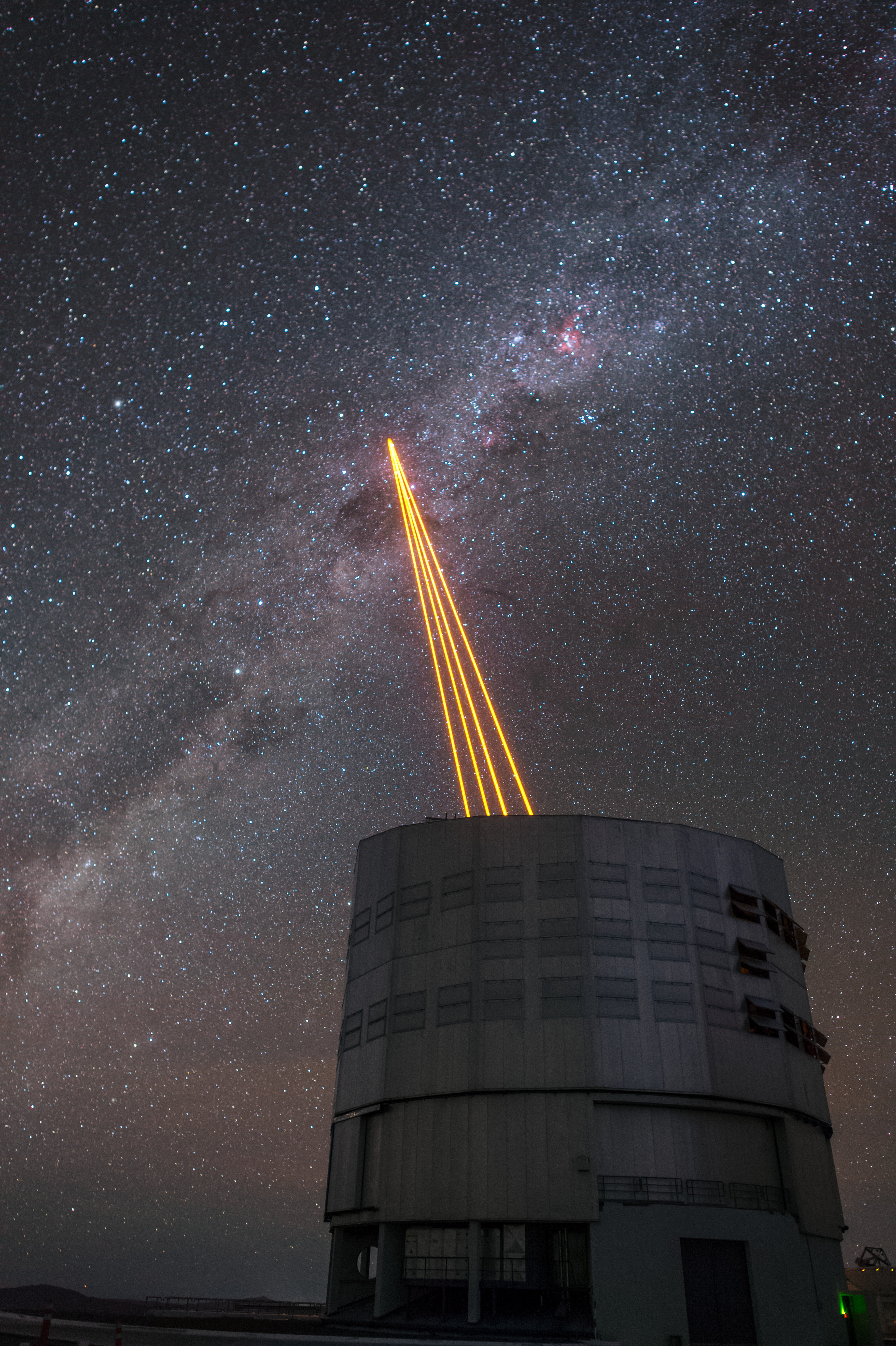
ESO:s Very Large Telescope i Chile. Fyra kraftfulla laserstrålar skapar laserguidestjärnor.

Adaptiv optik (AO) är en teknik som används för att förbättra upplösningen hos olika optiska system, bland annat teleskop. Ljus som passerar genom jordens atmosfär förvrängs av turbulens i luften. Tekniken fungerar så att denna distorsion motverkas av att ljuset i teleskopet reflekteras mot en böjlig spegel vars yta kontinuerligt anpassas efter distorsionen.
En liknande teknik används inom oftalmologin för undersökning av ögats näthinna. Ljus som passerar genom ögats lins kan förvrängas av snabba variationer i linsens brytningsindex, dess "optiska täthet". Denna tillämpning beskrivs inte i den här artikeln.

## Bakgrund

Plana ljusvågor från en avlägsen punktkälla förvrängs av ett turbulent skikt i atmosfären.

Ljus från en punktkälla, exempelvis en avlägsen stjärna, utbreder sig som plana vågor i rymdens vakuum eller i medier med konstant optisk täthet. I jordens atmosfär råder turbulens, det vill säga att tätheten ständigt skiftar på ett oförutsägbart sätt. De ursprungligen plana vågfronterna förvrängs därmed och det objekt man betraktar blir suddigt (jämför artikel om seeing).
Upplösningen hos ett spegelteleskop begränsas dels av spegelns diameter, dels av turbulens i atmosfären. Ett perfekt teleskop skulle utan störande turbulens haft en vinkelupplösning av ungefär λ/D (λ =  ljusets våglängd, D = spegeldiameter, upplösningen uttryckt i radianer). För ett teleskop med diametern 8 meter och λ = 500 nm (blågrönt ljus) skulle upplösningen bli cirka 0,012 bågsekunder. Turbulens i atmosfären gör emellertid att upplösningen i stället blir cirka 1 bågsekund, samma skärpa som man hade fått med en spegel på bara 20 cm. Även om man placerar teleskopet på hög höjd uppnår man inte mycket bättre upplösning med stora instrument än med små. (Stora instrument samlar dock fler fotoner än små och kan därför registrera ljussvagare objekt.)

## Historik
Den amerikanske astronomen Horace Babcock lanserade 1953 idén med adaptiv optik som ett sätt att motverka problemet med turbulens. En sensor mäter hur vågfronten har förvrängts och skickar informationen till en korrigerande mekanism. Det dröjde till 1970-talet innan de tekniska förutsättningarna började att bli tillgängliga. Forskningen var då främst inriktad mot militära tillämpningar, som att kunna upptäcka främmande satelliter från jorden. På 1980-talet satsade USA stort på Strategic Defense Initiative (populärt kallat ”Stjärnornas krig"). En tanke var att med hjälp av markbaserad laser kunna slå ut fientliga rymdfarkoster. Detta förutsatte att laserstrålen kunde förbli samlad genom den turbulenta atmosfären. De tekniska problemen visade sig dock oöverstigliga.
På 1980-talet kom de första civila tillämpningarna när adaptiv optik användes vid Mount Wilson-observatoriet i USA och Observatoire de Haute-Provence i Frankrike. Tack vare AO-system lyckades man där uppnå den teoretiskt möjliga upplösningen för 1,5-metersspeglar. På 2000-talet har AO blivit en mogen teknik som används på alla större optiska teleskop.

## Beskrivning

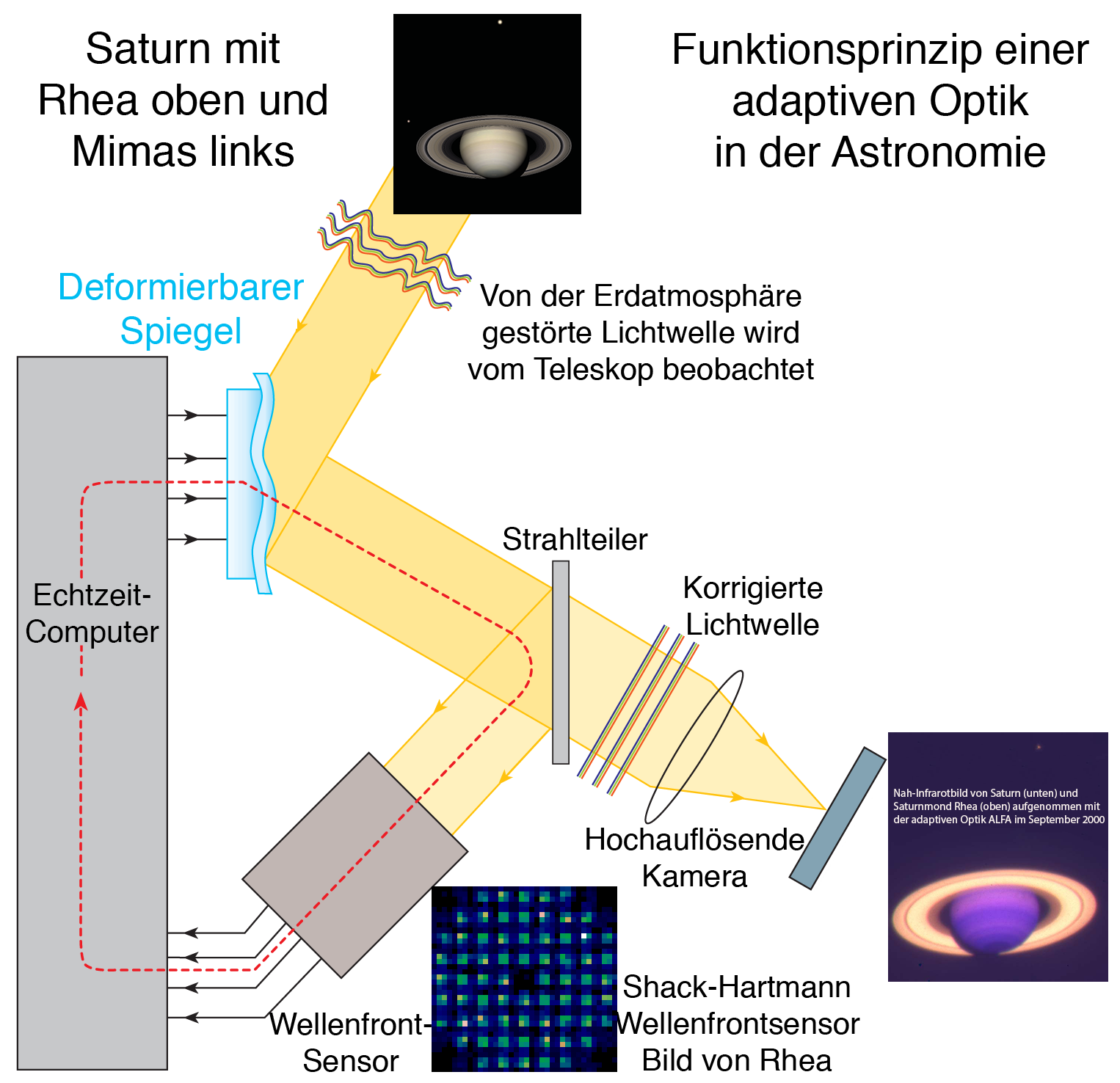

De tre huvudsakliga delarna i ett AO-system är vågfrontssensor, laserguidestjärna och flexibel spegel. Sensor och spegel är placerade efter teleskopets primär- och sekundärspeglar och arbetar i en återkopplande loop.

### Funktion
1. Ljus som förvrängts av turbulens i atmosfären når teleskopet.
2. Ljuset reflekteras mot en deformerbar spegel.
3. En stråldelare låter det mesta ljuset gå vidare till en högupplösande kamera, men avleder en del till en vågfrontssensor.
4. Sensorn mäter hur vågfronten blivit förvrängd och skickar informationen till en dator.
5. Datorn beräknar hur spegelytan ska förändras för att motverka vågfrontens förvrängning.
6. Ställdon, aktuatorer, på baksidan av spegeln ändrar spegelns form.
7. Åter till moment 1.

Hela cykeln kan upprepas tusen gånger per sekund eller oftare.

### Vågfrontssensor

Vågfrontssensor av typen Shack Hartmann.

Det finns många slag av vågfrontssensorer. Den vanligaste kallas Shack-Hartmann-sensorn. Det infallande ljuset från stjärnan passerar genom en uppsättning regelbundet placerade smålinser. En sådan lins kan vara mindre än 1 mm. Varje liten lins projicerar en bild på en CCD, en ”Charge-Coupled Device”. Om vågfronten varit plan kommer småbilderna också att vara regelbundet uppradade. Om vågfronten däremot varit förvrängd blir småbilderna förskjutna i sidled beroende på frontens lutning. Informationen från CCD skickas till en beräkningsenhet som sedan ger instruktioner till en deformerbar spegel.

### Laserguidestjärna
Vågfrontssensorn måste kalibreras mot ljus från en punktkälla som ligger vinkelmässigt nära det objekt man vill studera. Detta innebar till en början att AO bara kunde användas för att studera objekt som låg nära ljusstarka stjärnor; en allvarlig begränsning. 1985 föreslog de franska astronomerna Antoine Labeyrie och Renaud Foy ett sätt att skapa konstgjorda ledstjärnor, laserguidestjärnor (LGS). Det finns ett skikt med natriumatomer 90-100 km upp i atmosfären, långt ovanför turbulensen. När en laserstråle från teleskopet träffar atomerna exciteras dessa och återutsänder ljuset. Det skapas på så vis en lysande punkt på himlen, en LGS. Man använder ibland flera laserstjärnor för att få bredare synfält.

### Deformerbar spegel

Inkommande förvrängda vågfronter korrigeras vid reflektion i spegeln.

Det vanligaste sättet att korrigera vågfronten är med hjälp av en flexibel spegel. En sådan spegel kan vara mellan några millimeter och några decimeter i diameter. Piezoelektriska eller magnetiska aktuatorer anbringas på baksidan av spegelmembranet. Spegeln måste (för astronomiska tillämpningar) kunna deformeras några få upp till några tiotal mikrometer. Det finns deformerbara speglar med flera tusen aktuatorer. Ibland används flera speglar för att ytterligare korrigera vågfronten.